# Gunnera apiculata
Gunnera apiculata là một loài thực vật có hoa trong họ Dương nhị tiên. Loài này được Schindl. mô tả khoa học đầu tiên năm 1905.